# 창핑시산커우역
창핑시산커우역(중국어: 昌平西山口站)은 중화인민공화국 베이징시 창핑구 스싼링진 주시로·난젠로 교차로에 위치한 창핑선의 지하철역으로, 2025년 기준으로 베이징 지하철 노선의 최북단 역이다. 본 역은 2015년 12월 26일 창핑선 2단계 개통과 함께 운영 개시하였다.

## 개요
본 역은 베이징시 창핑구 스싼링진, 난젠로와 주시로의 교차점에 위치하고 동서 방향으로 배열되어 있다. 역명은 시산커우 마을(西山口村)에 위치하여 제정되었다.
창핑선의 2단계는 원래 스싼링징취역을 종점으로 하려고 했으나 2013년에 노선 계획이 변경되었고, 종점은 스싼링징취역에서 북서쪽으로 한 정거장 더 연장되어 창핑시산커우역이 되었다.

## 역 구조
본 역은 지하 2층 규모의 3경간 지하역으로, 지하 1층은 대합실 층이고 지하 2층은 승강장 층이다. 중앙에 대합실로 이어지는 2세트의 에스컬레이터가 있는 섬식 승강장의 구조로 설계되었다.

### 층별 구조
| 지면     |                                 | 출입구                              |
| 지하 1층 | ■ 창핑선 대합실                 | 고객센터, 자동 발매기, 출입 게이트  |
| 지하 2층 | ←                               | ■ 창핑선 하차 전용 승강장           |
| 지하 2층 | 섬식 승강장, 왼쪽 출입문이 열림 |                                     |
| 지하 2층 | →                               | ■ 창핑선 지먼차오 방면 (스싼링징취) |

## 사진

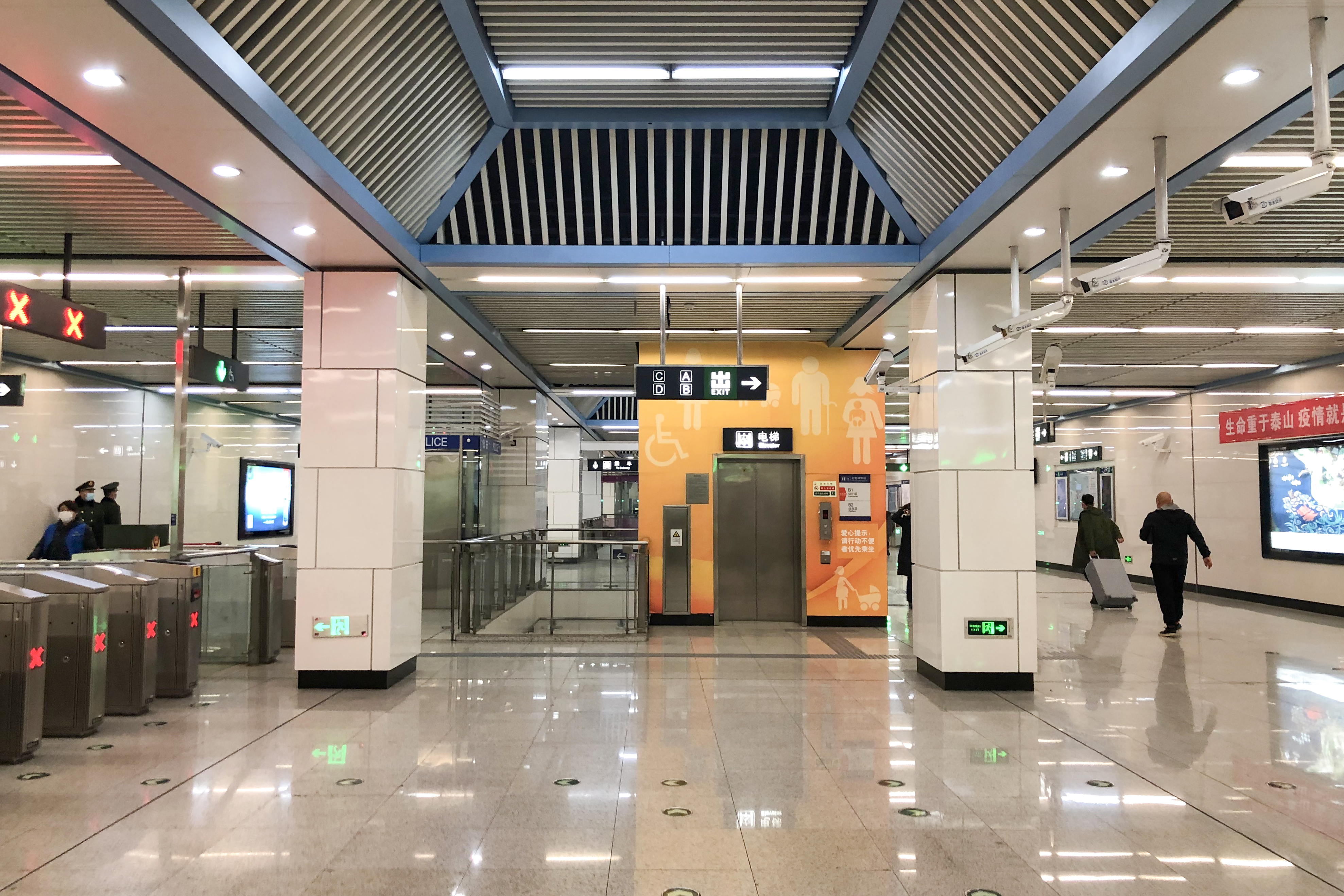
대합실 (2021년 3월 촬영)
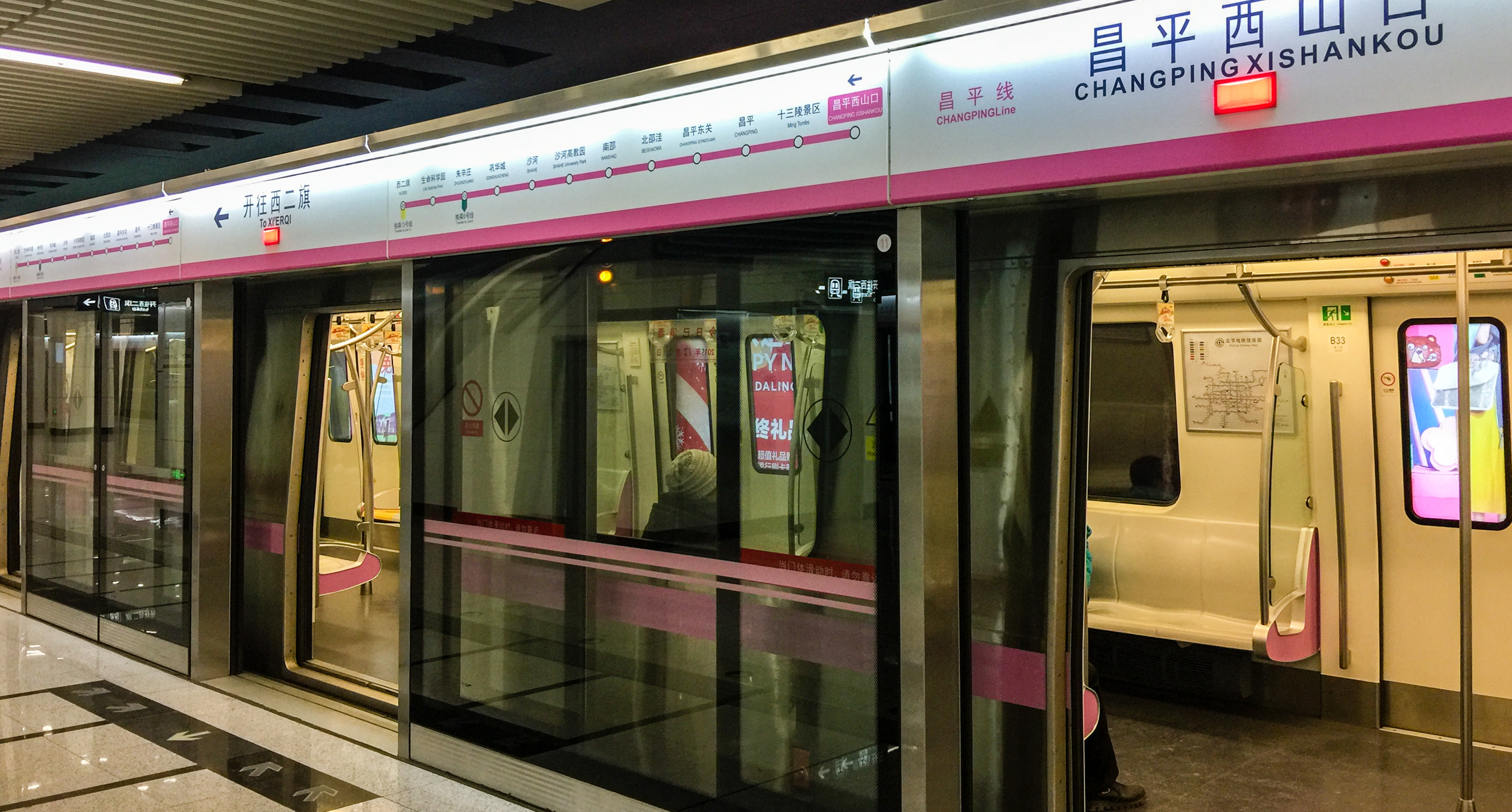
승강장 (2015년 12월 촬영)

## 출입구
본 역에는 4개의 출입구가 있다. 엘리베이터는 B출입구에 있다.
|                         |                |                                           |      |             |
| 출구                    | 지시           | 출구 인근                                 | 사진 | 무장애 시설 |
| 出口 · A                | 난젠로(南涧路) | 베이징 대학 창핑 캠퍼스(北京大学昌平校区) |      | 빈칸        |
| 出口 · B                | 난젠로(南涧路) |                                           |      |             |
| 出口 · C                | 난젠로(南涧路) | 스싼링 중심 초등학교(十三陵中心小学)      |      | 빈칸        |
| 出口 · D                | 난젠로(南涧路) |                                           |      | 빈칸        |
| 아이콘 설명: 엘리베이터 |                |                                           |      |             |

## 역 주변
- 베이징 대학 창핑 캠퍼스(北京大学 昌平校区)
- 베이징 올림픽 사격장(北京奥林射击场)

## 주해
1. ↑  건설 및 기획 단계에서는 젠터우시역(涧头西站)으로 불리었다.